# Frank Greer
Frank Bartholomew Greer, född 26 februari 1879 i East Boston, död 7 maj 1943 i Winthrop, var en amerikansk roddare.
Greer blev olympisk guldmedaljör i singelsculler vid sommarspelen 1904 i Saint Louis.